# Пламя Парижа
«Пла́мя Пари́жа» («Триумф республики») — балет в 4 актах 7 картинах Бориса Асафьева (по музыкальным материалам эпохи Великой французской революции). Либретто Владимира Дмитриева и Николая Волкова по мотивам романа-хроники Феликса Гра «Марсельцы». Хореография Василия Вайнонена, режиссура Сергея Радлова.

## Действующие лица
- Гаспар, крестьянин
- Жанна и Пьер, его дети
- Филипп и Жером, марсельцы
- Жильбер
- Маркиз Коста де Борегар
- Граф Жофруа, его сын
- Управляющий имением маркиза
- Мирейль де Пуатье, актриса
- Антуан Мистраль, актер
- Амур, актриса придворного театра
- Король Людовик XVI
- Королева Мария-Антуанетта
- Церемониймейстер
- Тереза
- Оратор-якобинец
- Сержант национальной гвардии
- Марсельцы, парижане, придворные, дамы, офицеры королевской гвардии, швейцарцы, егеря

## Либретто
Музыкально-сценическое развитие по актам.
Действие происходит во Франции в 1791 году.

##### Пролог
Первое действие открывается картиной марсельского леса, где крестьянин Гаспар и его дети Жанна и Пьер собирают хворост. Под звуки охотничьих рогов появляется граф Жофруа — сын владельца местных земель. Увидев Жанну, граф оставляет своё ружьё на земле и порывается обнять девушку, на крик испуганной дочери прибегает отец. Он хватает брошенное ружьё и направляет его на графа. Слуги графа и егеря хватают крестьянина и уводят с собой.

##### Первый акт
На следующий день по городской площади стража ведёт Гаспара в тюрьму. Жанна рассказывает горожанам, что отец невиновен, а семья маркиза бежала в Париж. Возмущение толпы растёт. Народ негодует от действий аристократов и штурмует тюрьму. Расправившись с охраной, толпа ломает двери казематов и выпускает на волю пленников маркиза де Борегара. Узники радостно выбегают на волю, Гаспар надевает фригийский колпачок (символ свободы) на пику и втыкает её посреди площади — начинается танец фарандола. Филипп, Жером и Жанна танцуют вместе, стараясь перещеголять друг друга в трудности и изобретательности импровизируемых ими «па».
Общий танец прерывается звуками набата. Пьер, Жанна и Жером объявляют народу, что сейчас будет производиться запись в отряд добровольцев для помощи восставшему Парижу. Отряд отправляется в путь под звуки «Марсельезы».

##### Второй акт
В Версале маркиз де Борегар рассказывает офицерам о событиях в Марселе. Звучит сарабанда.
На театральном вечере появляются король с королевой, офицеры приветствуют их, срывая трехцветные повязки и меняя их на кокарды с белой лилией — гербом Бурбонов. После ухода короля они пишут письмо с просьбой оказать сопротивление восставшим. За окном звучит «Марсельеза». Актер Мистраль находит на столе забытый документ. Боясь разглашения тайны, маркиз убивает Мистраля, но тот перед смертью успевает передать документ Мирейль де Пуатье. Спрятав разорванное трехцветное знамя революции, актриса покидает дворец.

##### Третий акт
Ночной Париж, на площадь стекаются толпы людей, вооружённые отряды из провинций, в их числе марсельцы, овернцы, баски. Готовится штурм дворца. Вбегает Мирейль де Пуатье, она рассказывает о заговоре против революции. Народ выносит чучела королевской четы, в разгар этой сцены на площадь выходят офицеры и маркиз. Жанна дает пощечину маркизу.
Звучит «Карманьола», выступают ораторы, народ нападает на аристократов.

##### Четвёртый акт
Грандиозное празднование «Триумфа республики», на трибуне у бывшего королевского дворца новое правительство. Народное празднество по поводу взятия Тюильри.

## Список основных танцевальных номеров
1-й акт, 2-я картина
Фарандола

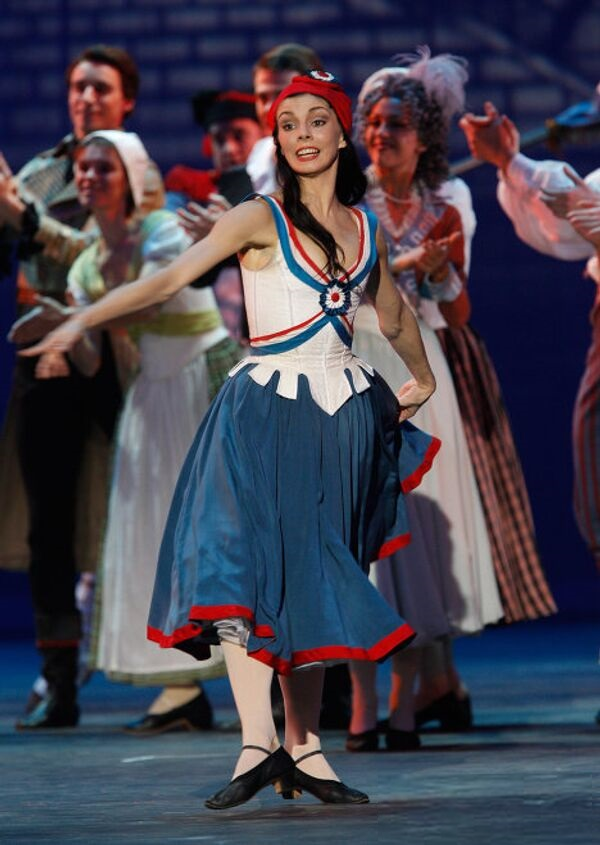
Наталья Осипова в роли Жанны (Большой театр, 2011)

Pas de quatre (марсельцы, Жанна и Пьер)
2-й акт
Сарабанда
Придворный балет «Армида»:
- адажио Армиды и её свиты
- танец Амура
- выход Ринальдо
- дуэт Армиды и Ринальдо
- их вариации
- общий танец

Чакона
3-й акт
Контрданс
Овернский танец
Танец марсельцев
Танец басков
Карманьола
4-й акт
Карманьола
Pas de deux
Адажио — Триумф Республики

## Сценическая жизнь

### Ленинградский театр оперы и балета имени С. М. Кирова
7 ноября 1932 — премьера
Балетмейстер-постановщик Василий Вайнонен, режиссёр Сергей Радлов, художник-постановщик Владимир Дмитриев, дирижёр-постановщик Владимир Дранишников
Действующие лица
- Жанна — Ольга Иордан (затем Татьяна Вечеслова)
- Жером — Вахтанг Чабукиани (затем Пётр Гусев)
- Мирейль де Пуатье — Наталия Дудинская
- Тереза — Нина Анисимова
- Мистраль — Константин Сергеев

1936 — новая редакция
Балетмейстер-постановщик Василий Вайнонен, художник-постановщик Владимир Дмитриев, дирижёр-постановщик Евгений Дубовской
Действующие лица
- Жанна — Фея Балабина
- Филипп — Николай Зубковский

1950 — новая редакция в 4 актах 5 картинах
Балетмейстер-постановщик Василий Вайнонен, художники-постановщики Владимир Дмитриев и Валерий Доррер

### Большой театр
6 июня 1933 — премьера
Балетмейстер-постановщик Василий Вайнонен, художник-постановщик Владимир Дмитриев, дирижёр-постановщик Юрий Файер
Действующие лица
- Гаспар — Владимир Рябцев (затем Александр Чекрыгин)
- Жанна — Анастасия Абрамова (затем Минна Шмелькина, Суламифь Мессерер)
- Филипп — Вахтанг Чабукиани (затем Александр Руденко, Асаф Мессерер, Алексей Ермолаев)
- Жером — Виктор Цаплин (затем Александр Царман, Пётр Гусев)
- Диана Мирель — Марина Семёнова (затем Нина Подгорецкая, Вера Васильева)
- Антуан Мистраль — Михаил Габович (затем Владимир Голубин, Алексей Жуков)
- Тереза — Надежда Капустина (затем Тамара Ткаченко)
- Актёр на празднике — Алексей Жуков (затем Владимир Голубин, Лев Поспехин)
- Амур — Ольга Лепешинская (затем Ирина Чарноцкая)

Спектакль прошёл 48 раз, последнее представление 18 марта 1938 года
9 апреля 1947 — новая редакция
Балетмейстер-постановщик Василий Вайнонен, художник-постановщик Владимир Дмитриев, дирижёр-постановщик Юрий Файер
Действующие лица
- Гаспар, крестьянин — Лев Поспехин (затем Николай Гербер, Александр Радунский)
- Жанна, дочь Гаспара — Ольга Лепешинская (затем Суламифь Мессерер, Муза Готлиб)
- Филипп, марселец — Алексей Ермолаев (затем Асаф Мессерер)
- Жером, марселец — Виктор Цаплин (затем Александр Царман)
- Диана Мирель, актриса — Софья Головкина (затем Ирина Тихомирнова, Валентина Лопухина, Галина Петрова, Елена Чикваидзе)
- Антуан Мистраль, актёр — Вячеслав Голубин (затем Александр Руденко)
- Тереза, баска — Надежда Капустина (затем Валентина Галецкая, Тамара Ткаченко, Ядвига Сангович)
- Актёр на празднике — Александр Лапаури (затем Владимир Голубин)
- Амур — Татьяна Бессмертнова (затем Наталия Орловская, Тамара Тучнина)

18 марта 1960 — возобновление
Хореография Василия Вайнонена, постановка Льва Поспехина и Тамары Никитиной, художник-постановщик Владимир Дмитриев, дирижёр-постановщик Юрий Файер
Действующие лица
- Жанна — Ольга Лепешинская (затем Маргарита Гирявенко (Смирнова), Екатерина Максимова, Людмила Богомолова, Нина Сорокина)
- Филипп — Георгий Фарманянц (затем Михаил Лавровский, Геннадий Ледях)
- Жером — Георгий Соловьёв (затем Андрей Крамаревский, Валерий Антонов)
- Диана Мирель — Раиса Стручкова (затем Нина Тимофеева, Наталия Таборко, Марина Кондратьева)
- Антуан Мистраль — Юрий Жданов (затем Борис Хохлов, Владимир Никонов, Пётр Хомутов)
- Тереза, баска — Сусанна Звягина (затем Лариса Дмитриева, Юламей Скотт)
- Актёр на празднике — Александр Лапаури (затем Виктор Смирнов)
- Амур — Ирина Зотова (затем Татьяна Попко, Алла Щербинина)

Спектакль прошёл 63 раза, последнее представление 31 января 1964 года
3 июля 2008 — новая постановка
Балет в 2 актах. Либретто Александра Белинского и Алексея Ратманского на основе и с использованием оригинального либретто Николая Волкова и Владимира Дмитриева. Хореография Алексея Ратманского с использованием оригинальной хореографии Василия Вайнонена. Художники-постановщики Илья Уткин и Евгений Монахов, художник по костюмам Елена Марковская, художник по свету Дамир Исмагилов, дирижёр-постановщик Павел Сорокин
Действующие лица
- Жанна, дочь Гаспара и Люсиль — Мария Александрова (затем Наталья Осипова, Екатерина Шипулина, Анастасия Меськова)
- Жером, её брат — Денис Савин (затем Вячеслав Лопатин, Андрей Меркурьев)
- Филипп, марселец — Александр Волчков (затем Иван Васильев, Владислав Лантратов, Михаил Лобухин, Алексей Путинцев)
- Коста де Борегар, маркиз — Владимир Непорожний (затем Юрий Клевцов)
- Аделина, его дочь — Нина Капцова (затем Анастасия Горячева, Анна Никулина, Анна Ребецкая, Анастасия Яценко)
- Мирей де Пуатье, актриса — Анна Антоничева (затем Екатерина Крысанова, Екатерина Шипулина, Нелли Кобахидзе, Анжелина Воронцова)
- Антуан Мистраль, актер — Руслан Скворцов (затем Юрий Баранов, Артем Ячменников, Артём Овчаренко, Денис Родькин)
- Жаркас, старуха — Юлиана Малхасянц (затем Ирина Зиброва)
- Жильбер, капитан марсельцев — Александр Воробьев (затем Виталий Биктимиров)
- Людовик XVI, король — Геннадий Янин (затем Владимир Авдеев)
- Мария-Антуанетта, королева — Людмила Семеняка (затем Ольга Суворова, Елена Буканова, Виктория Якушева (Осипова))
- Гаспар, крестьянин — Андрей Ситников (затем Александр Петухов)
- Амур в балете «Ринальдо и Армида» — Екатерина Крысанова (затем Анастасия Сташкевич, Анна Окунева, Дарья Хохлова)

### Постановки в других театрах
- 1950 — Свердловский театр оперы и балета, балетмейстер-постановщик Г. И. Давиташвили
- 1950 — Венгерский государственный оперный театр, балетмейстер-постановщик Василий Вайнонен
- 1952 — Словацкий национальный театр, балетмейстер-постановщик В. Ремар
- 1952 — Кошицкий государственный театр, балетмейстер-постановщик М. Кура
- 1953 — Лейпцигский оперный театр, балетмейстер-постановщик Л. Грубер
- 1954 — Пермский театр оперы и балета, балетмейстер-постановщик Т. Е. Рамонова
- 1954 — Харьковский театр оперы и балета, балетмейстер-постановщик И. К. Ковтунов
- 1956 — Национальный театр (Прага), Чехословакия, балетмейстер-постановщик Л. Огоун
- 1956 — Национальный театр в Брно, Чехословакия, балетмейстер-постановщик Й. Нермут
- 1971 — Новосибирский театр оперы и балета, балетмейстер-постановщик Юрий Дружинин (по Вайнонену)

### Постановка вМихайловском театре
22 июля 2013 
Балет в 3-х актах
Либретто Николая Волкова и Владимира Дмитриева в редакции Михаила Мессерера, сценография и костюмы Владимира Дмитриева в реконструкции Вячеслава Окунева, хореография Василия Вайнонена в редакции Михаила Мессерера, балетмейстер-постановщик Михаил Мессерер, дирижёр-постановщик Валерий Овсяников
Действующие лица
- Гаспар, крестьянин — Андрей Брегвадзе (затем Роман Петухов)
- Жанна, его дочь — Оксана Бондарева (затем Анжелина Воронцова, Анастасия Ломаченкова)
- Жак, его сын — Александра Батурина (затем Ильюша Бледных)
- Филипп, марселец — Иван Васильев (затем Иван Зайцев, Денис Матвиенко)
- Маркиз де Борегар — Михаил Венщиков
- Диана Мирей, актриса — Анжелина Воронцова (затем Екатерина Борченко, Сабина Яппарова, Ирина Перрен)
- Антуан Мистраль, актёр — Виктор Лебедев (затем Николай Корыпаев, Леонид Сарафанов)
- Тереза, басконка — Мариам Угрехелидзе (затем Кристина Махвиладзе)
- Король Людовик XVI — Алексей Малахов
- Королева Мария-Антуанетта — Звездана Мартина (затем Эмилия Макуш)
- Актёр на празднике — Марат Шемиунов
- Амур — Анна Кулигина (затем Вероника Игнатьева)

## Случай со Стахановым
Довлатов писал: "Когда шахтер Стаханов отличился, его привезли в Москву. Наградили орденом. Решили ему показать Большой театр. Сопровождал его знаменитый режиссер Немирович-Данченко. В этот день шел балет «Пламя Парижа». Настроившийся на оперу Стаханов был очень огорчён молчанием артистов, Немирович-Данченко объяснял, что в балете совсем не поют. Когда же артисты запели, то Стаханов произнёс что-то вроде папаша, я вижу вы тоже первый раз в театре.